# Кононенко, Олег Григорьевич
Кононенко, Олег Григорьевич (16 августа 1938, Самарское, Ростовская область — 8 сентября 1980, Южно-Китайское море) — заслуженный лётчик-испытатель СССР, космонавт-испытатель Лётно-исследовательского института имени М. М. Громова.

## Биография

### Ранние годы
Родился в посёлке Самарское Азовского района Ростовской области. С 1950 жил в городе Ростов-на-Дону. В 1952 окончил 7 классов школы, в 1956 году окончил Ростовский авиационный техникум и одновременно Ростовский аэроклуб. В 1958 окончил Центральную объединённую лётно-техническую школу ДОСААФ в Саранске, получил диплом и квалификацию «лётчик-инструктор».

### Лётная карьера
С 1959 года по 1962 год — лётчик-инструктор Вязниковского учебного авиационного центра ДОСААФ. С 1962 года по 1965 год — лётчик-инструктор Ростовского аэроклуба. С 1965 года по 1966 год — пилот гражданского воздушного флота, командир звена в Тернопольском аэропорту.
В 1966 году окончил вертолётное отделение Школы лётчиков-испытателей и был направлен на работу лётчиком-испытателем в Лётно-исследовательский институт (ЛИИ). По тематике института провёл ряд сложных испытаний на вертолётах Ми-2, Ми-4, Ми-6, Ми-8. С 1972 года участвовал в испытаниях самолётов вертикального взлёта и посадки Як-36М и Як-38. Выполнил первым посадку Як-36М на палубу противолодочного крейсера «Киев» и взлет с коротким разбегом (ВКР) на сухопутном аэродроме.
Летчик-испытатель 4-го класса (16.03.1966), 3-го класса (с 1967), 2-го класса (с 1970), 1-го класса (с 1975).
В 1975 без отрыва от основной работы окончил Московский авиационный институт (вечернее отделение).
Был одним из первых лётчиков-испытателей, участвовавших в программе «Спираль».
12 июля 1977 зачислен в первую группу лётчиков-испытателей ЛИИ (позднее — отряд космонавтов-испытателей Минавиапрома СССР) для специальной подготовки по космической программе «Буран». С апреля 1979 по сентябрь 1980 проходил общекосмическую подготовку в Центре подготовки космонавтов им. Ю. А. Гагарина, 30 июля 1980 решением ГМВК рекомендован для зачисления в группу космонавтов-исследователей.
27 декабря 1979 года в ходе отработки взлёта с коротким разбегом (ВКР) с палубы тяжёлого авианесущего крейсера (ТАВРК) «Минск» в акватории Уссурийского залива был вынужден катапультироваться вместе со вторым пилотом М. Дексбахом из самолёта Як-38У, который потерпел аварию и рухнул в море из-за отказа системы поворота сопел подъёмно-маршевых двигателей (ПМД).

### Смерть
Олег Григорьевич Кононенко погиб 8 сентября 1980 года в испытательном полёте. При взлёте самолёта Як-38 (№ 0307, борт 45) с палубы ТАВРК «Минск» при отработке методики ВКР на предельных режимах (не переложились створки сопла ПМД, самолёт сошёл с потерей высоты с палубы корабля, ударился колёсами об ограничительный брус и, выйдя за обрез палубы, стал полого снижаться). Перед тем как затонуть, Як-38 шёл в фонтане брызг над самой водой. Кононенко не катапультировался, до последнего пытаясь набрать высоту и спасти самолёт, упавший в 150 метрах впереди корабля. После этой аварии на Як-38 провели ряд доработок, повышающих надёжность системы поворота сопел ПМД, и уточнили методику ВКР.
Олег Григорьевич Кононенко дважды представлялся к званию Героя Советского Союза, но в итоге был награждён двумя орденами Ленина.

Могила Кононенко на Быковском кладбище в Жуковском

Он похоронен в городе Жуковском на Быковском мемориальном кладбище.

### Семья
Сын — Олег (род. 1962), также лётчик-испытатель, Герой Российской Федерации.

## Награды и звания
- Два ордена Ленина (29.03.1976 и посмертно 10.03.1981)[2]
- Заслуженный лётчик-испытатель СССР (15.08.1980)[2]
- Мастер спорта СССР по авиамоделизму и парашютному спорту[3]
- Семикратный чемпион СССР по авиамодельному спорту[3][2]
- Награждён медалями